# Olle Bexell
Karl Olof „Olle“ Bexell (* 14. Juni 1909 in Luleå; † 6. Januar 2003 in Uppsala) war ein schwedischer Leichtathlet. Bei einer Körpergröße von 1,90 m betrug sein Wettkampfgewicht 84 kg.
Olle Bexell bestritt insgesamt zwölf Zehnkämpfe, von denen er neun gewann. Er war schwedischer Meister in den Jahren 1935 bis einschließlich 1938. 1938 gewann er zusätzlich den Titel im Fünfkampf.
Bei den Olympischen Spielen 1936 in Berlin erreichte Bexell 7024 Punkte, was 6558 Punkten nach der heutigen Wertung entspricht. Mit dieser Leistung wurde er Siebter.
1937 war Bexell mit seiner persönlichen Bestleistung von 7337 Punkten (6781 Punkte nach heutiger Wertung) Weltjahresbester.
Seinen letzten Zehnkampf bestritt Bexell 1938 bei den Europameisterschaften in Paris. Mit 7214 Punkten (entspricht 6870 Punkten) gewann er den Titel vor dem Polen Witold Gerutto und dem Schweizer Josef Neumann.
Nach seiner sportlichen Laufbahn war er Arzt, seit 1949 arbeitete er als praktischer Kinderarzt in Uppsala, Schweden.